# 红山 (赫尔辛基)

红山区在赫尔辛基地图上的位置

红山（芬蘭語：Punavuori；芬瑞原名的直译都是“红山”，芬兰语音译为普纳沃里），是芬兰首都赫尔辛基的第五号市区。市区内有6,100个工作岗位（2015年）和9,200名居民（2020年）。红山区的人口密度超过20,000人每平方公里，为赫尔辛基人口密度最高的市区。

## 图集

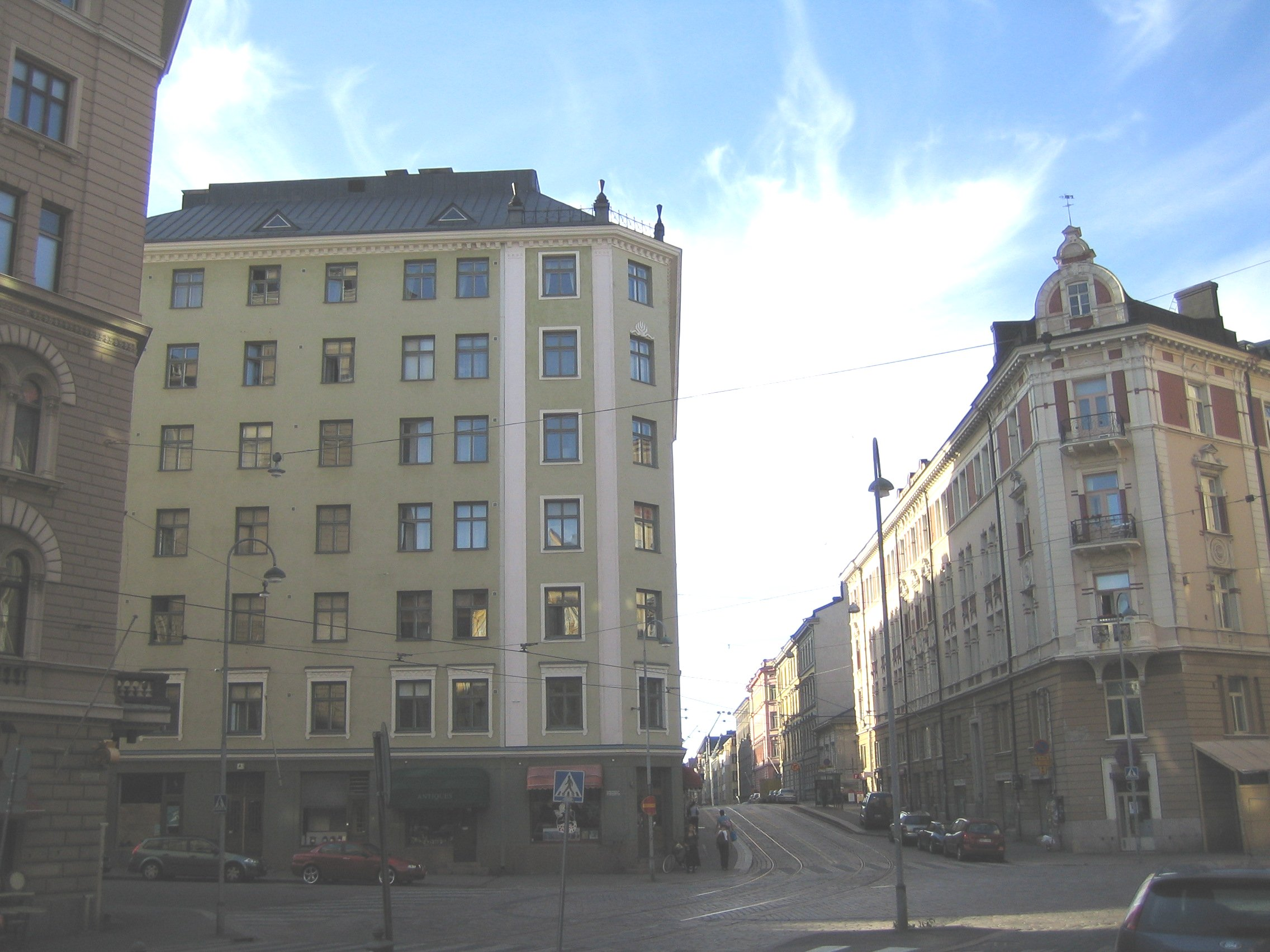
五叉口
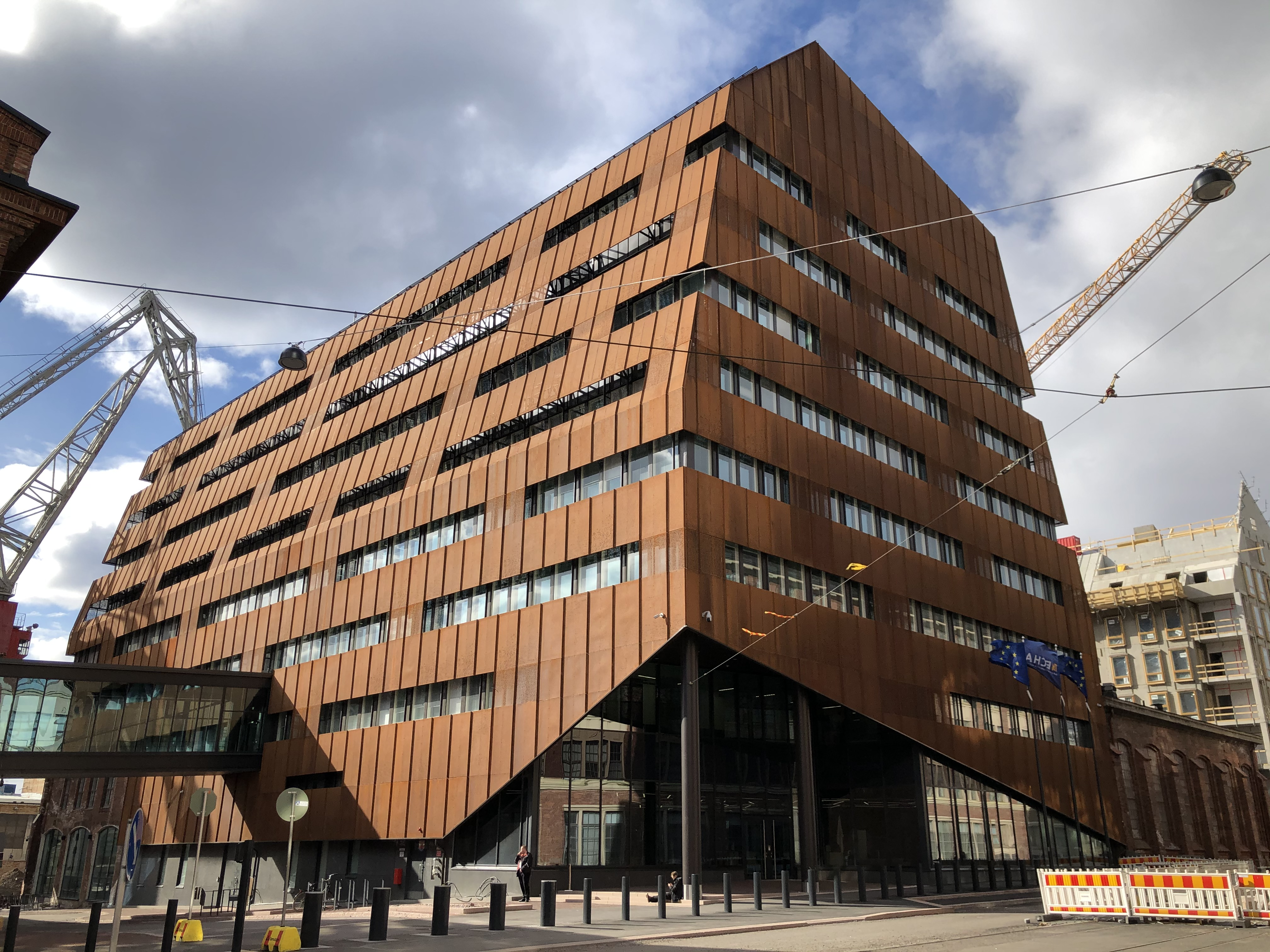
歐洲化學品管理局
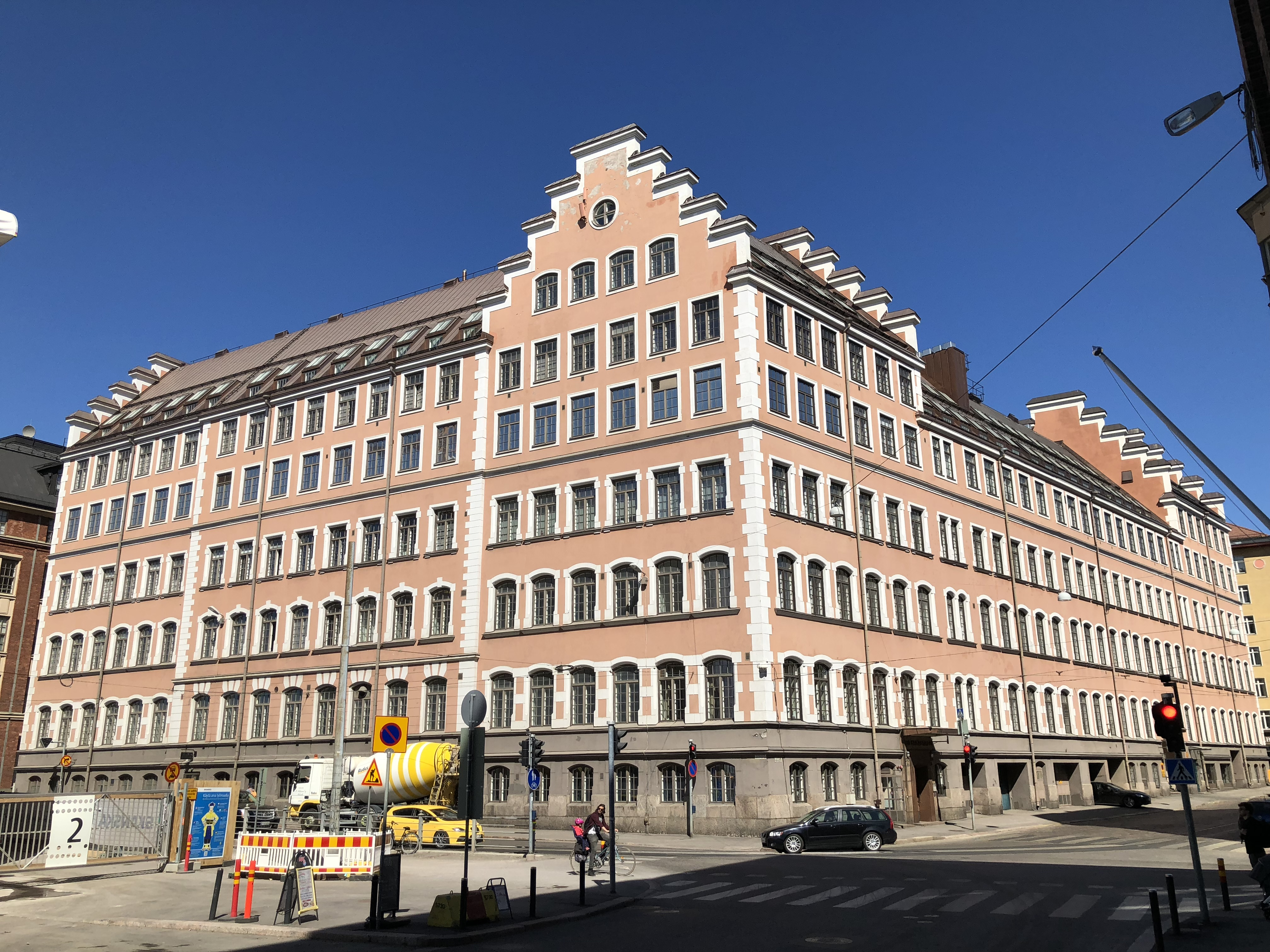
办公楼
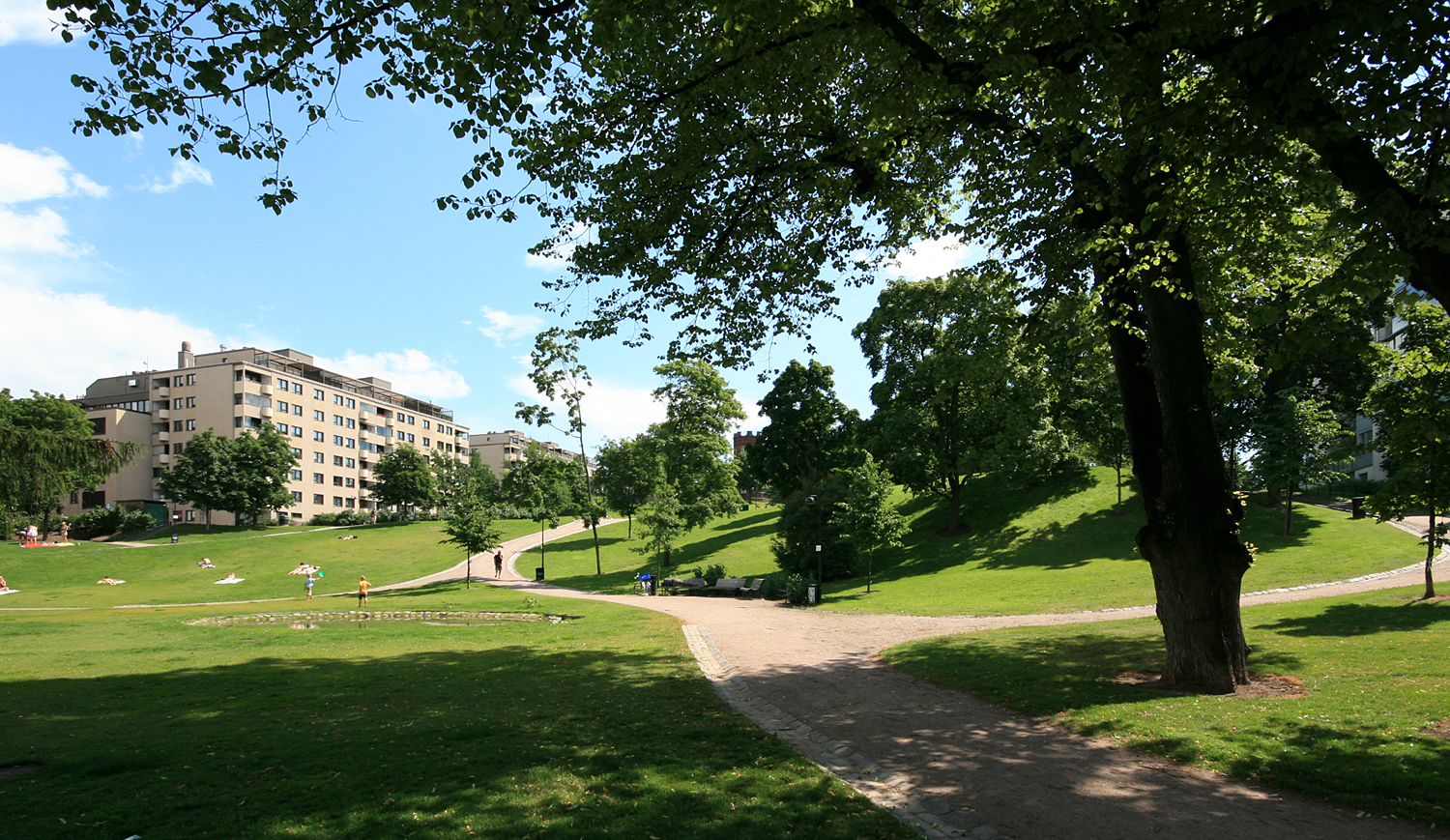
西内布吕科夫公园（芬蘭語：Sinebrychoffin puisto）